# Mizhavu

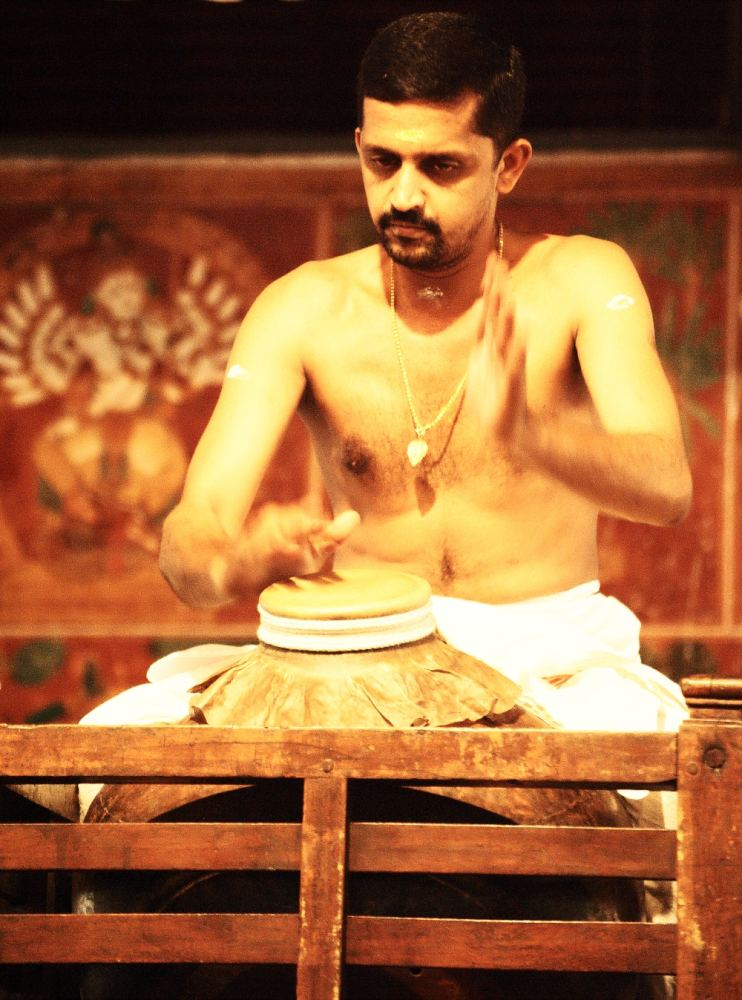
Kalamandalam Achuthanandan spielt mizhavu beim Solo-Theater Chakyar Kuthu

Mizhavu (Malayalam മിഴാവ് [ˈmɨɻaːʋɯ], auch milavu, miravu, mizhav) ist eine Trommel mit einem großen, annähernd ovalen oder kreisrunden Korpus aus Kupfer, die beim traditionellen Tanztheater Kutiyattam und bei verwandten, Kuthu genannten Solo-Theaterstilen im südindischen Bundesstaat Kerala  als rhythmische Musikbegleitung eingesetzt wird. Das sehr alte, religiös verehrte Perkussionsinstrument lässt sich keiner üblichen Trommelkategorie zuordnen und stellt mit seiner, im Vergleich zum Korpus winzigen Membran den Übergang zwischen Kesseltrommel und Schlagidiophon dar.

## Bauform
Der ungefähr ovale Korpus hat die Form einer dickbauchigen, sich nach unten verjüngenden Vase mit einer maximalen Weite von 53 bis 63 Zentimetern, einem runden Boden und einem kurzen Halsansatz, dessen Öffnungsdurchmesser etwa 15 Zentimeter beträgt. Ein solches Instrument ist etwas über einen Meter hoch. Eine kreisrunde mizhavu, die im Sri Krishna-Tempel von Ambalappuzha (13 Kilometer südlich von Alappuzha) verehrt wird, besitzt einen Durchmesser von knapp 1,5 Metern. Zur Herstellung einer heute üblichen, ovalen mizhavu wird ein Streifen Kupferblech gebogen und zu einer konischen Röhre zusammengelötet. Der  Boden und das Oberteil erhalten durch Treiben mit dem Hammer ihre halbrunde Form, bevor alle drei Teile miteinander verlötet werden. Der Halsansatz mit einer rundgebogenen Wulstkante wird separat gefertigt und auf den entsprechend großen Lochausschnitt aufgesetzt. Ein kleines, zum Abschluss seitlich eingeschlagenes Loch soll den gewünschten Klang erzeugen. Einer der Handwerker spannt eine feuchte, ungegerbte Tierhaut als Membran über die Öffnung, während ein zweiter die Haut am Rand mit einer mehrmals im Kreis gewickelten Baumwollschnur festbindet.
Die mizavu darf nicht auf den Boden gestellt werden, sie steht mit ihrem runden Boden auf einer weichen, kissenartigen Unterlage umgeben von einem quadratischen Zaun aus waagrechten Kanthölzern. Der Spieler hockt auf dem an einer Seite verbreiterten Rand dieses Holzgestells, die mizhavu zwischen seinen gespreizten Knien und mit den Hüften in Höhe des Trommelfells. Er schlägt mit einer Handfläche oder abwechselnd mit beiden Händen auf das Trommelfell, wobei Schläge auf den Korpus nicht üblich sind. Der Ton klingt metallisch und ist wegen des kleinen Felldurchmessers deutlich höher als bei einer Kesseltrommel vergleichbarer Größe.

## Herkunft und Verbreitung

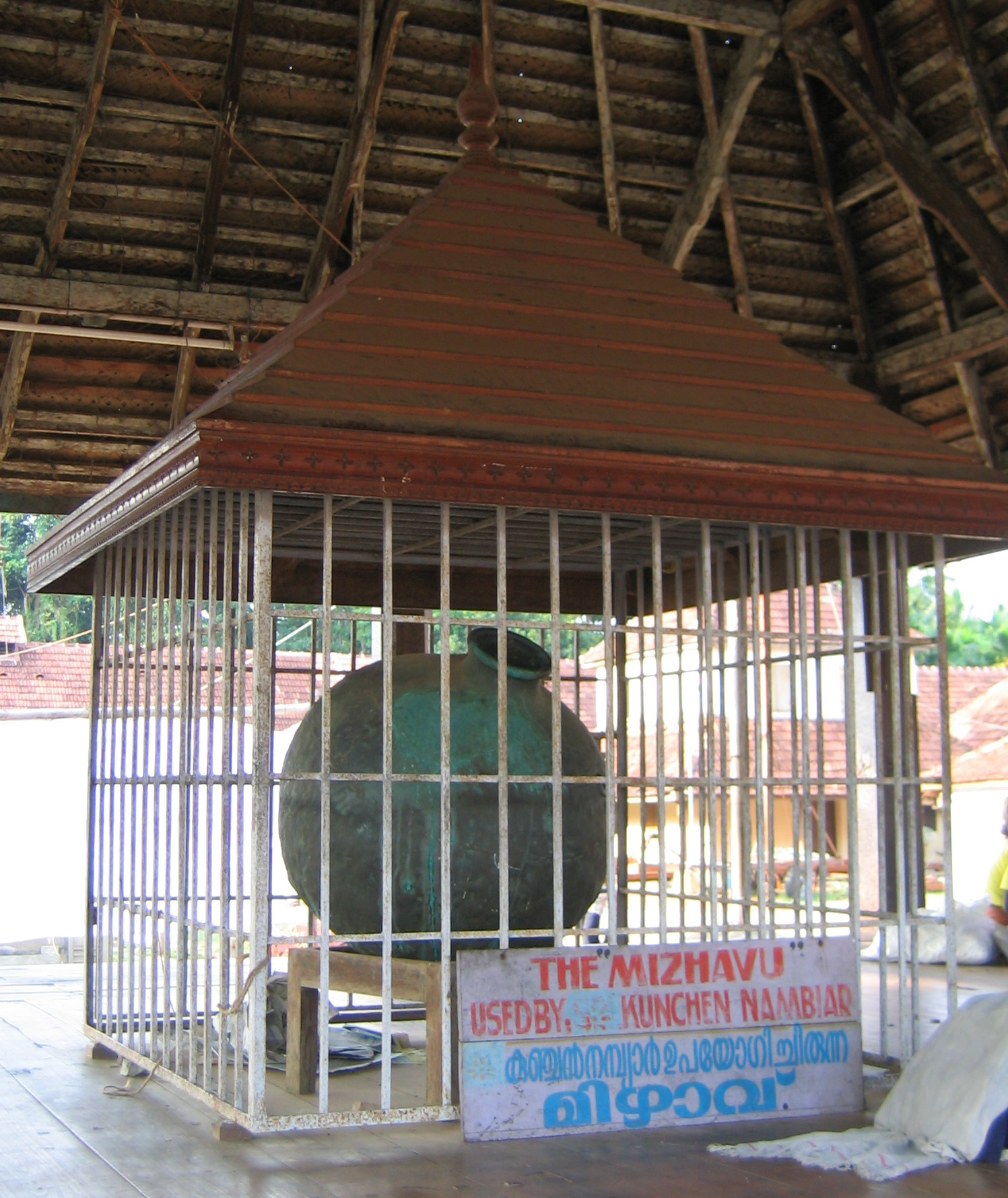
Mizhavu im Sri Krishna-Tempel von Ambalappuzha. Auf ihr spielte Kunchan Nambiar (um 1700–1770), einer der ersten Dichter, der seine satirischen Verse auf Malayalam vortrug und als der Begründer der monologischen Theaterform Ottamthullal gilt.

Mizhavu gehören nach der Einteilung in Bharatas Werk Natyashastra, das um die Zeitenwende entstand und in dem die altindische Musiktheorie Gandharva enthalten ist, zur Musikinstrumentenklasse avanaddha vadya („bedecktes Instrument“), also zu den Membranophonen, bei denen ein fester Ton-, Metall- oder Holzkorpus mit einer Tierhaut überdeckt ist, und die in der vedischen Literatur auf Sanskrit allgemein pushkara genannt wurden. Ihre Erfindung wird mit einem Heiligen verknüpft, der Wasser aus einem See (pushkara bedeutet auch See) schöpfen wollte, als Indra Regenschauer vom Himmel ließ, deren Tropfen im Ohr des Heiligen klangen. Daraufhin begann selbiger, Trommeln herzustellen. Zu dieser Zeit gab es eine heute verschwundene Erdtrommel, die in den Veden als bhumidundubhi beschrieben wird (aus bhumi, „Erde“, und dundubhi für hölzerne Kriegstrommeln, möglicherweise Kesseltrommeln). Die bhumidundubhi bestand aus einem Erdloch mit einer darüber gespannten und am Rand festgenagelten Ochsenhaut, die mit dem Schwanz des Ochsen geschlagen wurde.
Viele indische Trommeln haben eine symbolische und magische Bedeutung bewahrt. Die mizhavu ist eine alte Trommel, die seit jeher religiös verehrt wird. In der frühen Tamil-Literatur wird das Instrument als muzha erwähnt, was auch allgemein Membranophone bezeichnete. Bevor eine fertiggestellte mizhavu benutzt werden darf, muss ein Brahmanen-Priester eine Zeremonie durchführen, deren magische Bedeutung so alt ist wie die Vorstellung vom Alter dieser Trommel und bis in die vedische Zeit zurückführt. Bei der upanayanam genannten Zeremonie umhängt der Priester die Trommel mit Blumenketten, träufelt heiliges Wasser darüber, brennt Räucherstäbchen ab und rezitiert Mantras. Hierbei wird die mizhavu behandelt, als wenn sie ein jugendlicher Brahmane wäre, der durch die ebenso genannte Zeremonie in das zölibatäre Stadium des Brahmacharya inkarniert wird, eines der vier idealen Lebensstadien, in dem der Brahmane einem Guru folgt und die heiligen Schriften lernt. Für eine nicht mehr brauchbare Trommel findet ebenfalls eine Zeremonie statt, bei der das Instrument ehrenvoll in ein Tuch gehüllt und in der Erde vergraben wird.

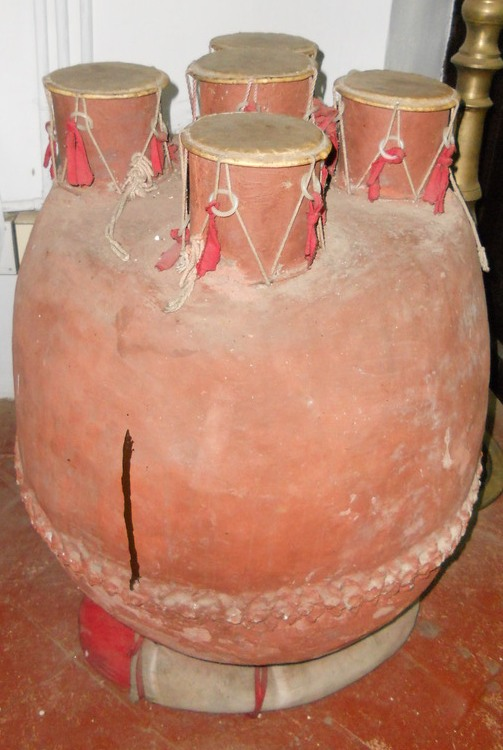
Eine der panchamukha vadya ähnliche Trommel aus Ton in Kerala. Sonderform des Tontopfs ghatam

Eine andere, religiös verehrte Trommel aus Metall ist die in Ostindien beim Chhau-Tanztheater gespielte große Kesseltrommel dhamsa mit einem Korpus aus Eisenblech. Näher verwandt mit der mizhavu ist die gelegentlich bei religiösen Anlässen in Südindien eingesetzte panchamukha vadya (pancha mukha vadyam, „Fünf-Gesichter-Instrument“) Sie besteht aus einem großen, oben gerundeten Kupfer- oder Bronzegefäß mit annähernd flachem Boden. Oben sind in der Mitte symmetrisch fünf kleine zylindrische Trommelkörper angesetzt und mit Kuhhäuten bespannt, die mit den Händen geschlagen werden. Damit lassen sich fünf Töne produzieren, beidseitig aufgestellte kleine metallene Kesseltrommeln (kudamuzha) ergänzen das Set um zwei weitere Töne. Das Instrument wird auf einem kleinen Holzwagen innerhalb des Tempelareals bewegt.

## Spielweise
Haupteinsatzgebiet der Kupfertrommel ist das Sanskrittheater Kutiyattam (Malayalam, „Zusammenspiel“), das von den Mitgliedern der brahmanischen Bevölkerungsgruppen Chakyar und Nambiar aufgeführt wird, die zusammen mit weiteren Gruppen zur Kaste der mit dem Tempeldienst beschäftigten Ambalavasi gehören. Die Chakyar stellen die männlichen Rollen dar, die Nambiar dürfen als Einzige mizhavu spielen und die Frauen der Nambiar, die Nangiar, übernehmen die weiblichen Rollen des Tanztheaters. Das Wort kutiyattam bezieht sich auf das Zusammenspiel der männlichen und weiblichen Darsteller, der Musiker aus den unterschiedlichen Kasten und der Interaktion zwischen Musikern und Göttern. Zu letzterem gehört eine bestimmte solistische Schlagfolge auf der mizhavu, mit der am Beginn einer Kutiyattam-Aufführung die Asuras (Dämonen) vertrieben und die Devas (Gottheiten) eingeladen werden müssen, damit sie für ein gutes Gelingen der Aufführung sorgen mögen. Weitere Aspekte sind das Zusammenspiel der fünf im Kutiyattam verwendeten Instrumente (panchavadyam) und die emotionale Beteiligung der Zuschauer am Bühnengeschehen. Weil die mizhavu mit den Händen geschlagen wird, werden die Nambiar auch Panivadas genannt, von Sanskrit pani „Hände“ und vadanam, „spielen“.
Die Begleitmusik bestand früher nur aus einer mizhavu, heute gehören daneben zum Ensemble die Sanduhrtrommel idakka, ein oder zwei kleinen Zimbeln (kulitalam) und das Schneckenhorn (sankhu). Traditionell wird Kutiyattam nur in einem der 16 kuttampalams aufgeführt, speziellen Theatergebäuden, die sich innerhalb eines ummauerten Tempelbereichs in Kerala befinden. Tempel in Kerala und damit die Kutiyattam-Aufführungen sind nur für Hindus zugänglich. Im kuttampalam steht die mizhavu in ihrem Holzgestell an der mittigen Rückseite der Bühne. Davor agieren die Darsteller. Das Publikum platziert sich nach Kasten aufgeteilt; in den vorderen Reihen sitzen die Brahmanen auf einem etwas erhöhten Bereich auf dem Boden, dahinter sitzen die Kshatriyas auf dem Boden, die übrigen Zuschauer stehen außen an den Rändern.

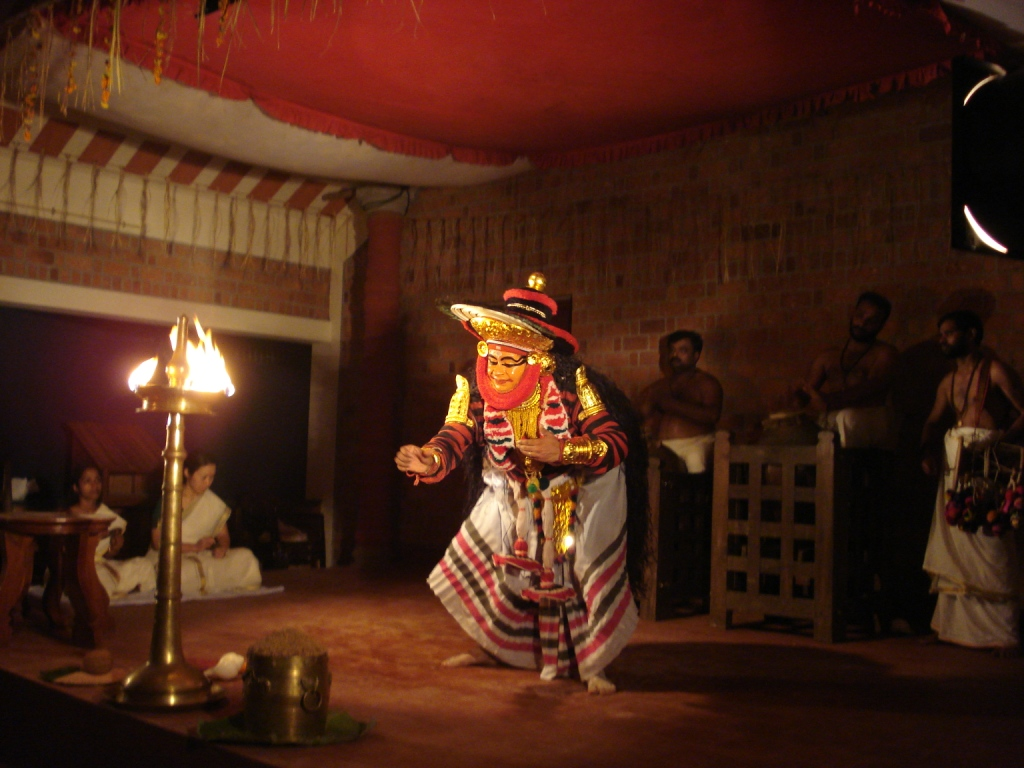
Chakyar Kuthu. Bhima, einer der fünf Pandavas im Mahabharata, pflückt die süß riechenden Opferblumen Sougandika. Rechts hinten zwei mizhavu-Spieler, am linken Rand zwei Frauen mit Zimbeln

Eine mit Kutiyattam verwandte, ebenso alte Theaterform sind Solo-Darbietungen, die in Kerala Kuthu (Kuttu, englische Umschrift Koothu, „Tanz“) genannt werden, während sich Kuti-yattam („kombiniert-Tanz“) auf zwei oder mehrere Darsteller bezieht. Beim Chakyar Kuthu verkörpert ein Schauspieler der Chakyar sämtliche Rollen und agiert mit einem mizhavu-Spieler als Begleiter, der direkt hinter ihm sitzt, und Nangiar-Frauen, die Zimbeln spielen. Der Darsteller erzählt mit Humor und Spott Szenen aus den großen Epen Mahabharata, Ramayana und aus den Puranas.
Das weibliche Gegenstück zum Chakyar Kuthu ist das von einer Nangiar-Frau aufgeführte Solo-Tanztheater Nangiar Kuthu, das Erzählungen aus dem Leben Krishnas beinhaltet. Es wird ebenso von der Kupfertrommel und Zimbeln begleitet.
Panchari melam ist das bekannteste Perkussionsorchester, das in Kerala bei religiösen Festen auf dem Tempelgelände auftritt. Zu den Instrumenten gehören die Zylindertrommel chenda (ähnlich der chande in Karnataka), das Paarbecken elathalam, die gebogene Naturtrompete kombu und das Doppelrohrblattinstrument kuzhal (ähnlich einer shehnai). Bei einem mizhavu Panchari melam gruppieren sich die übrigen Instrumentalisten um mehrere mizhavu-Spieler.